# Shansiteri
Shansitherium ("bèstia de Shanxi") és un gènere extint de giràfid que visqué durant el Miocè. Fou descrit per primer cop per Bohlin el 1926.
Se n'han trobat restes a la província xinesa de Shanxi, d'on li ve el nom. Aquest gènere tenia un aspecte similar a un ant i està estretament relacionat amb el gènere Samotherium.

## Espècies

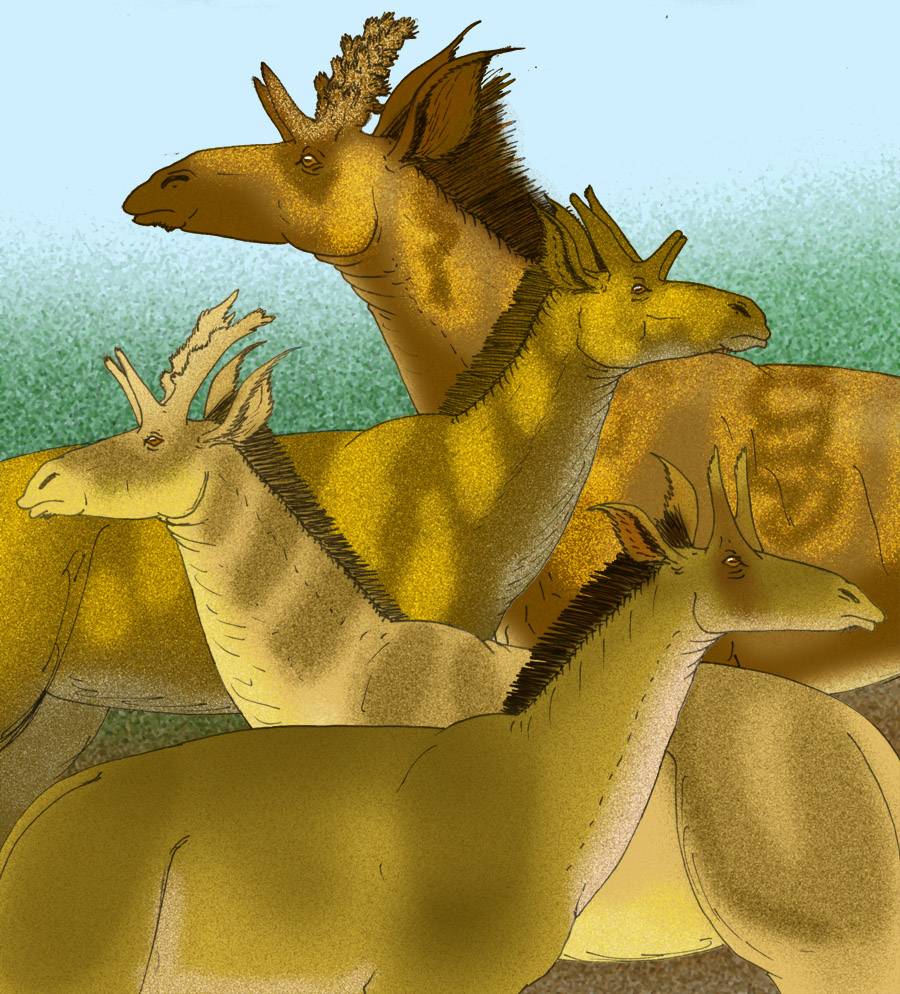
Il·lustració de les espècies de Shansitherium i Palaeotragus microdon

El gènere està format per les següents espècies:
- Shansitherium fuguensis
- Shansitherium tafeli[1]
- Shansitherium quadricornis[3]